# Escuadrón 141
El Escuadrón 141 es un escuadrón del Ejército del Aire y del Espacio de España perteneciente al Ala 14 con sede en la Base Aérea de Los Llanos, en la ciudad española de Albacete.
Fue creado el 18 de junio de 1975 para acoger los primeros aviones Mirage F-1 que recibió el Ejército del Aire y del Espacio de España en la Base Aérea de Los Llanos.
Su misión principal es la interceptación con tiempo despejado. Además, también realiza tareas de cazabombardero, interdicción aérea y guerra electrónica.
El Escuadrón 141 depende del Mando Aéreo de Combate. Es uno de los dos escuadrones que constituyen el Ala 14 junto al Escuadrón 142. Sus miembros son apodados coloquialmente «perros» como el animal que luce en su emblema.